# Berilioza
Berilioza, ili hronična berilijumska bolest, je hronična alergijska reakcija pluća i hronična bolest pluća uzrokovana izloženošću berilijumu i njegovim jedinjenjima, oblik trovanja berilijumom. Razlikuje se od akutnog trovanja berilijumom, koje je postalo retko nakon ograničenja profesionalne izloženosti uspostavljenih oko 1950. godine. Berilioza je profesionalna bolest pluća.
Iako nema leka, simptomi se mogu lečiti.

## Spoljašnje veze
- ATSDR Case Studies in Environmental Medicine: Beryllium Toxicity Архивирано на веб-сајту  (4. фебруар 2016) U.S. Department of Health and Human Services
- CDC – Research on Beryllium Sensitization and Chronic Beryllium Disease – NIOSH Workplace Safety and Health Topic
- Beryllium Network
- Health-cares.net
- Instant insight from the Royal Society of Chemistry examining the molecular basis of chronic beryllium disease
- Rosner, David; Markowitz, Gerald E. (фебруар 1987). „Ch. 7: Salem Sarcoid:The Origins of Beryllium Disease”. Dying for work: workers' safety and health in twentieth-century America. Indiana University Press. стр. 103–. ISBN 978-0-253-31825-1.

|  | Molimo Vas, obratite pažnju na važno upozorenje u vezi sa temama iz oblasti medicine (zdravlja). |